# Куп Радивоја Кораћа 2009.
Куп Радивоја Кораћа је 2009. године одржан по трећи пут као национални кошаркашки куп Србије, а седми пут под овим именом.  Домаћин завршног турнира био је Ниш у периоду од 18. до 21. фебруара 2009, а сви мечеви су одиграни у Спортском центру Чаир.

## Учесници
На завршном турниру учествује укупно 8 екипа, а право учешћа клуб може стећи по једном од три основа:
- Као учесник Јадранске лиге 2008/09. (5 екипа)
  - По овом основу пласман су обезбедили Партизан, Црвена звезда, Војводина Србијагас, Хемофарм ШТАДА и ФМП Железник.
- Као освајач Купа КСС (1 екипа)
  - По овом основу пласман је обезбедио Металац.
- Као две најбоље пласиране екипе на половини првог дела такмичења у Кошаркашкој лиги Србије 2008/09. (2 екипе)
  - По овом основу пласман су обезбедили Лајонси и Борац Чачак.

## Дворана
| Ниш                  | НишКуп Радивоја Кораћа 2009. на карти Србије |
| Спортски центар Чаир | НишКуп Радивоја Кораћа 2009. на карти Србије |
| Капацитет: 4.800     | НишКуп Радивоја Кораћа 2009. на карти Србије |
|                      | НишКуп Радивоја Кораћа 2009. на карти Србије |

## Четвртфинале
Жреб парова четвртине финала Купа Радивоја Кораћа 2009. обављен је 3. фебруара 2009. у просторијама Кошаркашког савеза Србије, у Београду.
| 18. 2. 2009. 18:00 |                                       | Партизан | 87 : 58 | Војводина Србијагас | Спортски центар Чаир, Ниш |  |
| 18. 2. 2009. 18:00 | Четвртине: 12-18, 32-14, 19-11, 26-15 |          |         |                     | Спортски центар Чаир, Ниш |  |

| 18. 2. 2009. 20:30 |                                       | Хемофарм ШТАДА | 80 : 75 | Борац Чачак | Спортски центар Чаир, Ниш |  |
| 18. 2. 2009. 20:30 | Четвртине: 19-13, 17-14, 20-21, 24-27 |                |         |             | Спортски центар Чаир, Ниш |  |

| 19. 2. 2009. 18:00 |                                      | ФМП Железник | 81 : 68 | Лајонси | Спортски центар Чаир, Ниш |  |
| 19. 2. 2009. 18:00 | Четвртине: 20-21, 20-25, 22-13, 19-9 |              |         |         | Спортски центар Чаир, Ниш |  |

| 19. 2. 2009. 20:30 |                                       | Црвена звезда | 83 : 66 | Металац | Спортски центар Чаир, Ниш |  |
| 19. 2. 2009. 20:30 | Четвртине: 16-20, 24-23, 19-11, 24-12 |               |         |         | Спортски центар Чаир, Ниш |  |

## Полуфинале
Према пропозицијама такмичења први полуфинални пар сачињавају тимови победници четвртфиналних мечева одиграних првог дана, а други полуфинални пар сачињавају тимови победници четвртфиналних мечева одиграних другог дана.
| 20. 2. 2009. 18:00 |                                      | Партизан | 83 : 67 | Хемофарм ШТАДА | Спортски центар Чаир, Ниш |  |
| 20. 2. 2009. 18:00 | Четвртине: 16-25, 23-11, 21-7, 23-24 |          |         |                | Спортски центар Чаир, Ниш |  |

| 20. 2. 2009. 20:30 |                                       | ФМП Железник | 80 : 85 | Црвена звезда | Спортски центар Чаир, Ниш |  |
| 20. 2. 2009. 20:30 | Четвртине: 22-30, 20-20, 22-17, 16-18 |              |         |               | Спортски центар Чаир, Ниш |  |

## Финале
| 21. 2. 2009. 18:00 |                                       | Партизан | 80 : 65 | Црвена звезда | Спортски центар Чаир, Ниш |  |
| 21. 2. 2009. 18:00 | Четвртине: 21-19, 25-13, 15-17, 19-16 |          |         |               | Спортски центар Чаир, Ниш |  |

| Освајач Купа Радивоја Кораћа 2010. |
| ---------------------------------- |
| Партизан 2. титула.                |